# Бескидський потік
Бескидський потік (словац. Beskydský potok) — річка; права притока Липанського потоку, протікає в окрузі Сабінов.
Довжина приблизно 3.0-3.5 км. Витік знаходиться в масиві Зовнішні Західні Карпати  (геоморфологічна підодиниця Спішсько-Шарішське міжгір'я; біля перевалу Пусте Поле) —  на висоті приблизно 570 метрів.
Протікає територією села Камениця.[неавторитетне джерело] Впадає в Липанський потік на висоті приблизно 455-460 метрів.